# Annibale Padovano
Annibale Padovano (1527 - 15 mars 1575) est un compositeur organiste de la fin de la Renaissance. Il appartient à l'école vénitienne. Il est un des premiers compositeurs de toccata pour claviers.

## Biographie
Annibale Padovano est né à Padoue, d'où son nom, mais le début de sa vie est peu connu.
Il apparaît pour la première fois dans la basilique Saint-Marc à Venise le 30 novembre 1552 lorsqu'il obtient le poste de premier organiste pour un salaire annuel de 40 ducats. Il reste à ce poste jusqu'en 1565. La basilique Saint-Marc a également à ce moment-là un second organiste (c'était Claudio Merulo durant les huit dernières années de poste de Padovano) ce qui permet d'avoir deux orgues séparés pour jouer dans la cathédrale : c'est l'événement clef dans le développement de la musique de l'école vénitienne qui utilisait déjà des chœurs séparés spatialement. Merulo prend la suite  de Padovano comme premier organiste quand ce dernier quitte le poste.
Padovano quitte Venise en 1566 pour rejoindre la cour des Habsbourg à Graz. Il devient directeur musical de Graz en 1570 où il meurt 5 ans plus tar, en 1575.

## Musique et influence
Padovano a publié un livre de motets, un livre de messes et deux livres de madrigaux, mais il est surtout connu pour sa musique instrumentale. Il est un des premiers compositeurs de ricercares, le prédécesseur de la fugue. Beaucoup de thèmes qu'il utilise proviennent de plain-chants, mais il y ajoute de nombreuses ornementations. Ses compositions les plus connues sont probablement ses toccatas qui sont une des influences de l'école vénitienne.
Il a composé également une messe pour 24 voix (3 chœurs de 8 voix chacun). Cette œuvre a probablement été jouée pour le mariage du Duc Guillaume V de Bavière avec Renée de Lorraine.

## Sources
- (en) Cet article est partiellement ou en totalité issu de l’article de Wikipédia en anglais intitulé « Annibale Padovano » (voir la liste des auteurs).